# بازی شهرسازی

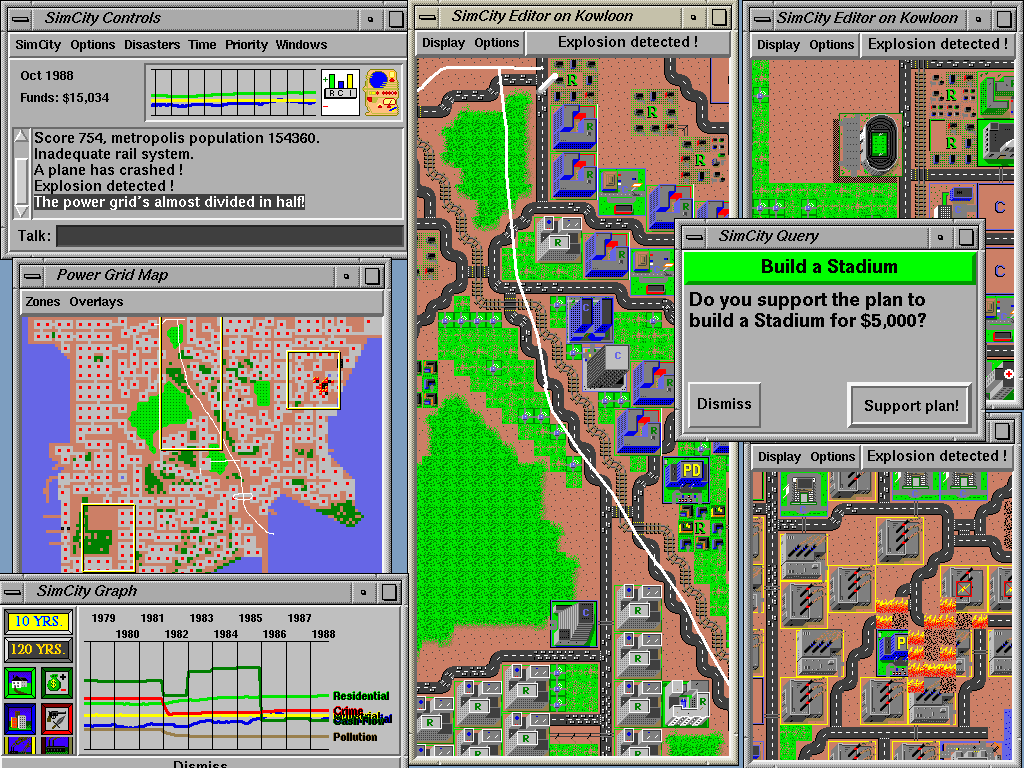
عکسی از بازی

بازی شهرسازی (انگلیسی: City-building game)، نوعی بازی ویدیویی شبیه‌سازی است که در آن بازیکنان به عنوان برنامه‌ریز و رهبر کل شهر یا شهر عمل می‌کنند و از بالا به آن نگاه می‌کنند و مسئول استراتژی رشد و مدیریت آن هستند. بازیکنان، جانمایی ساختمان‌ها و ویژگی‌های مدیریت شهر مانند حقوق و اولویت‌های کاری را انتخاب می‌کنند و شهر براساس آن توسعه می‌یابد.
بازی‌های ساخت شهر مانند سیم سیتی، شهرهای XXL یا شهرها: خطوط چشم‌انداز نوعی شبیه‌سازی از شبیه‌سازی ساخت و مدیریت محسوب می‌شوند.